# Штрасенгаус
Штрасенгаус (нім. Straßenhaus) — громада в Німеччині, розташована в землі Рейнланд-Пфальц. Входить до складу району Нойвід. Складова частина об'єднання громад Ренгсдорф.
Площа — 10,16 км2. Населення становить 1917 ос. (станом на 31 грудня 2020).

## Галерея

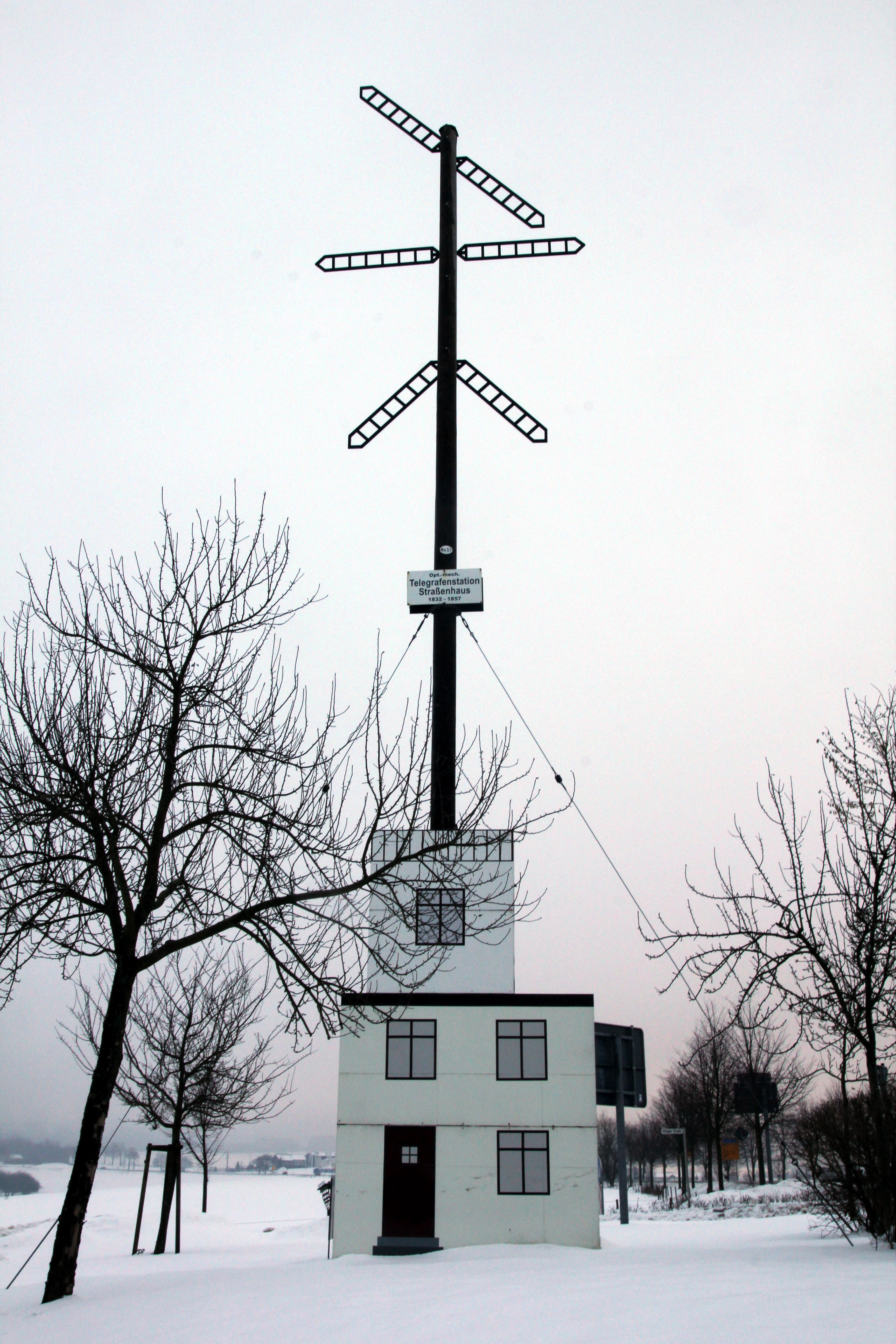
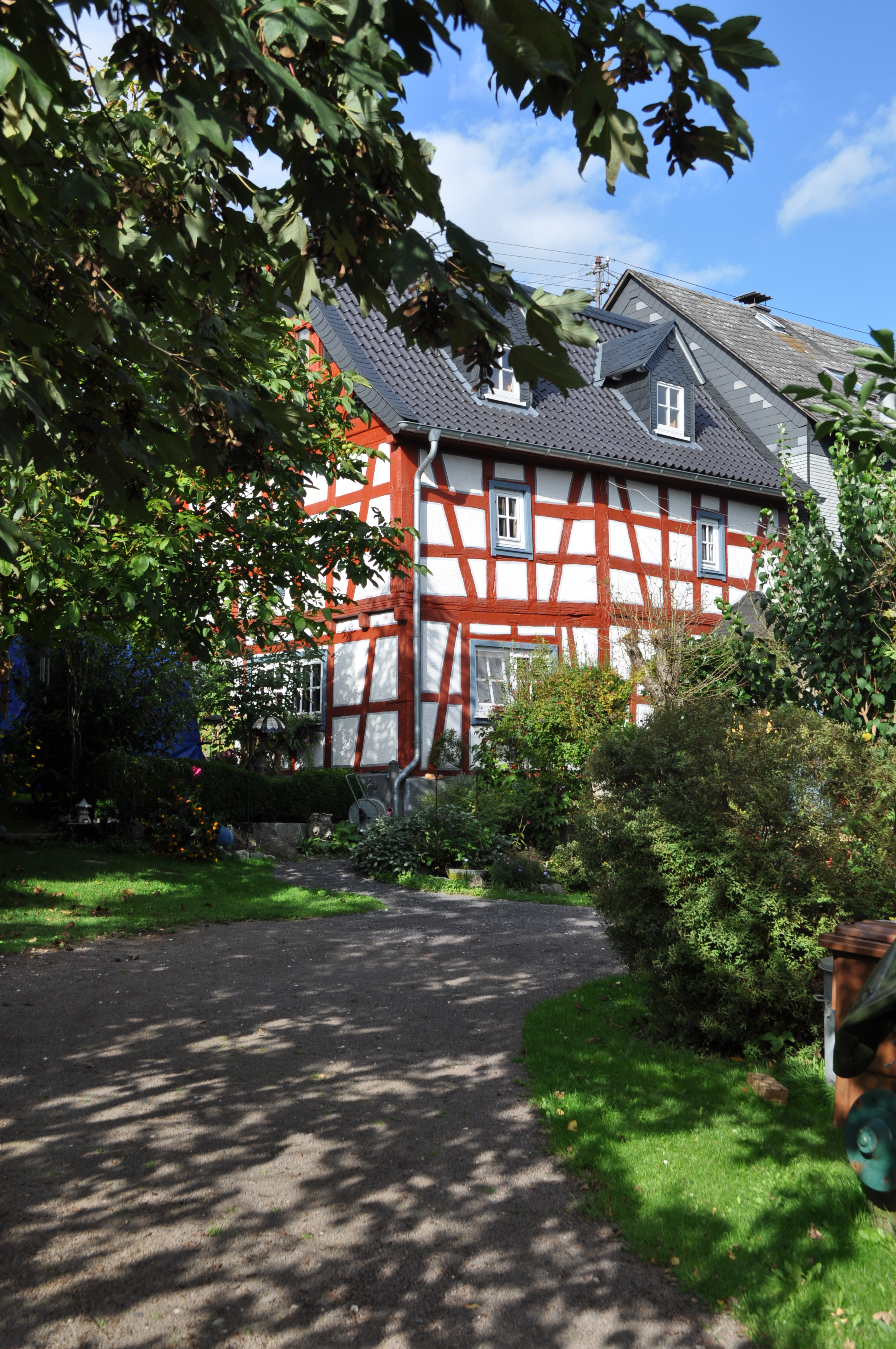
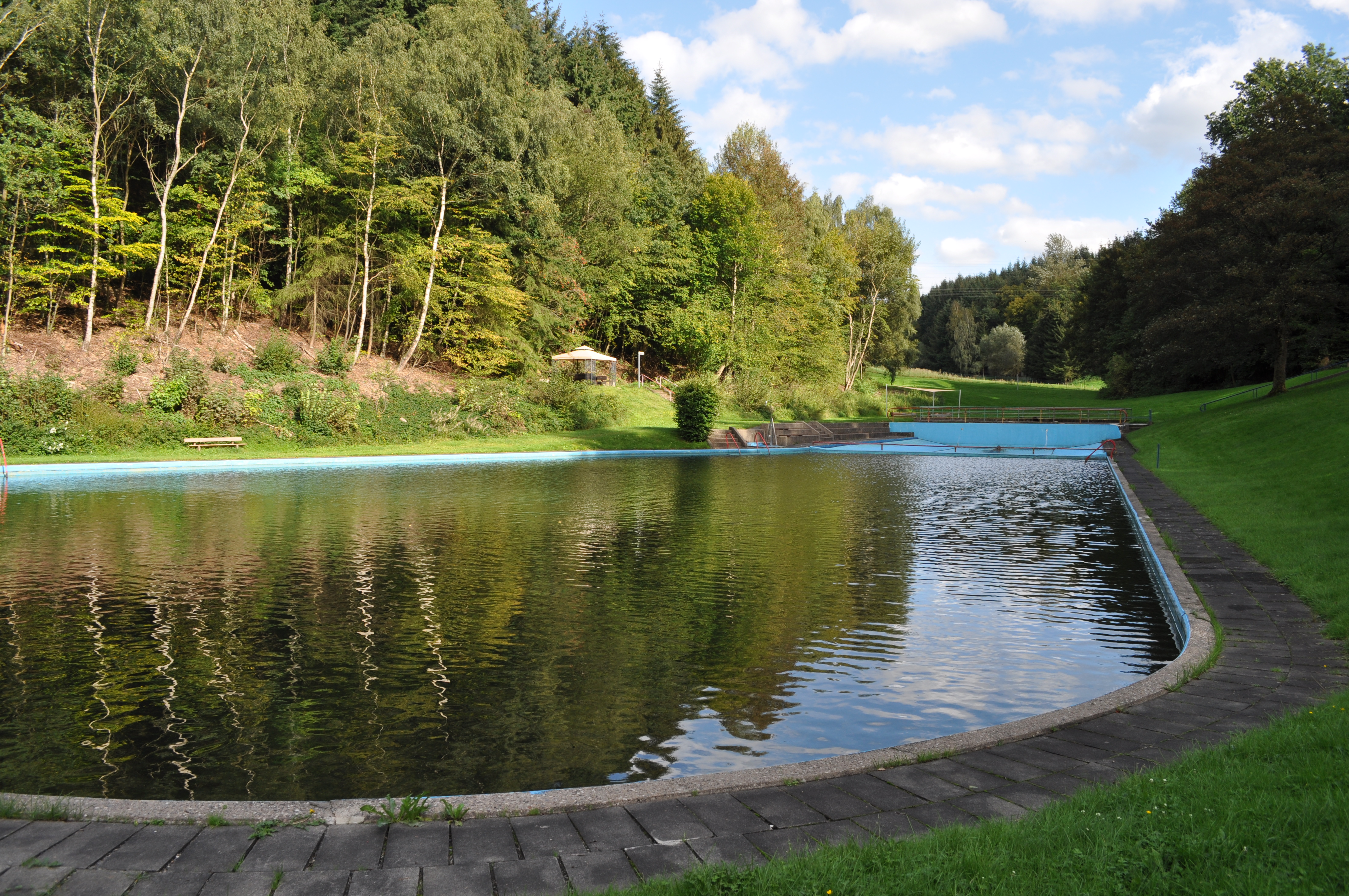